# 粗柄双盖蕨
粗柄双盖蕨（学名：Diplazium asperum），又名糙柄双盖蕨，为蹄盖蕨科双盖蕨属下的一个种。

## 扩展阅读
- 維基物種上的相關：粗柄双盖蕨